# CitizenGO
CitizenGO ist eine gesellschaftspolitisch konservative bis rechtskonservative, seit 2013 bestehende in Spanien eingetragene Stiftung. Sie organisiert insbesondere weltweite Petitionen, etwa zur Verteidigung christlicher Werte, der Ablehnung von gleichgeschlechtlichen Ehen, Abtreibung und Sterbehilfe. Sie wird unter anderem vom putinnahen russischen Oligarchen Konstantin Walerjewitsch Malofejew finanziert.

## Geschichte
CitizenGO wurde 2013 aus der Organisation HazteOir heraus gegründet, die ebenfalls von dem spanischen Rechtsanwalt Ignacio Arsuaga initiiert worden war, um die Reichweite deren Programms über den spanischsprechenden Raum hinauszutragen.
Im August 2021 wurden verschiedenen Medien (u. a. taz, Il Fatto Quotidiano, dem mexikanischen Investigativmagazin Contralínea und dem spanischen Onlineportal Público) von einer Hackergruppe tausende interne Dokumente der Stiftung zugespielt.
Durch die geleakten Dokumente wurde unter anderem bekannt, dass CitizenGO von dem putin-getreuen russischen Oligarchen Konstantin Walerjewitsch Malofejew von Anfang an großzügig finanziert wurde, welcher  Kontakte zu rechtsextremen und christlich-fundamentalistischen Kreisen in vielen Ländern pflegt, z. B. zur österreichischen FPÖ, der deutschen AfD und dem französischen Front National. Die geleakten Strategiepapiere offenbaren eine über die Jahre professionalisierte Organisation, die sich weltweit vernetzt, um auf die Politik Einfluss zu nehmen.

## Zielsetzung, Organisation

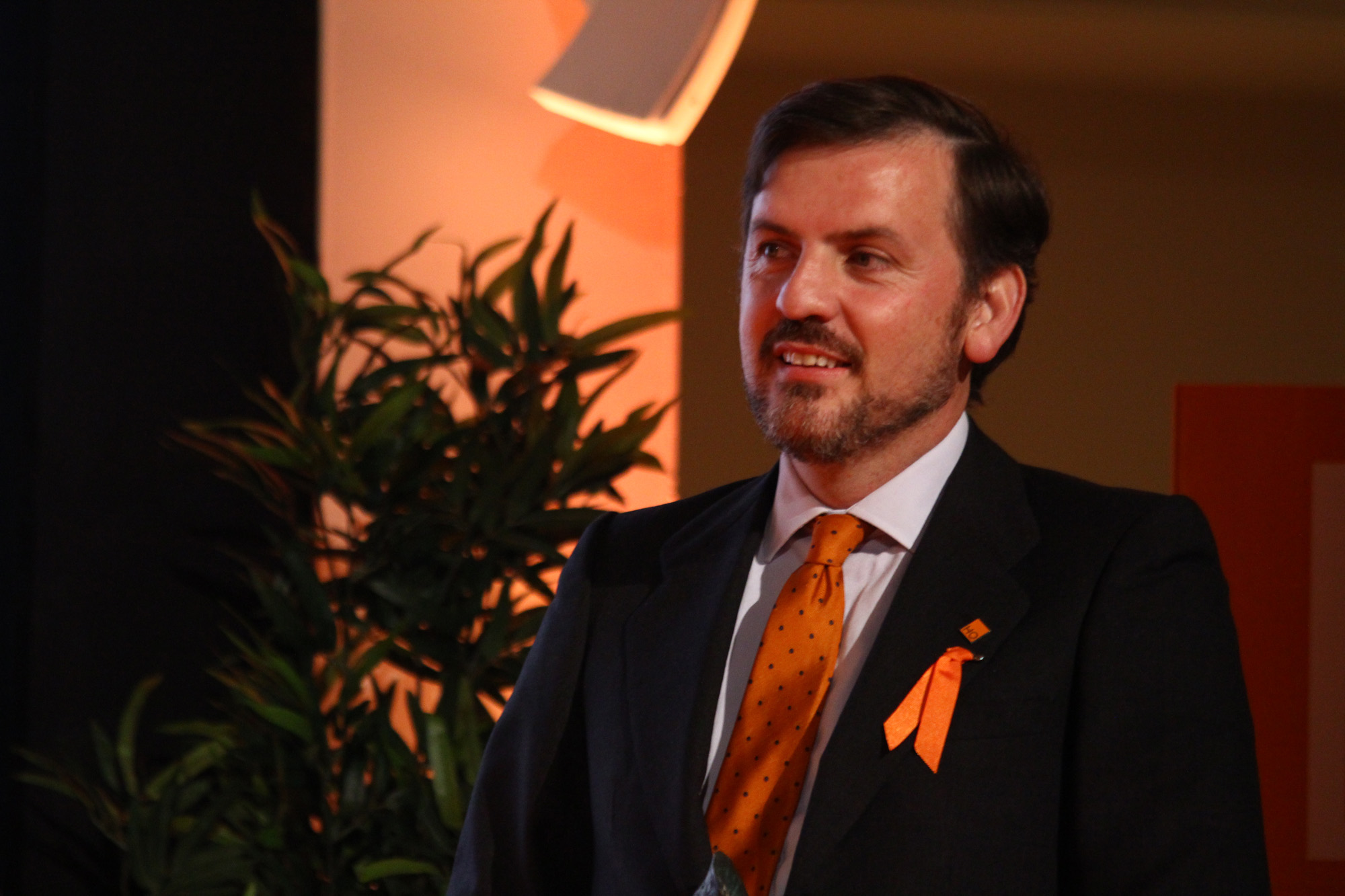
Ignacio Arsuaga, Gründer und Präsident von HazteOir und CitizenGO

Ziel ist nach eigenen Angaben vor allem die Förderung der Nutzung von Online-Petitionen als Form des Internet-Aktivismus, um die Beteiligung der Öffentlichkeit am demokratischen Prozess zu erhöhen. CitizenGO gibt an, dass sie „Mitglieder haben, die sich in fünfzehn Städten auf drei Kontinenten befinden“, die es den Benutzern erleichtern, Petitionen in 50 Ländern zu unterschreiben, verfasst in 8 Sprachen.
Vorstandsvorsitzender von CitizenGO ist Álvaro Zulueta. Das CitizenGO Foundation Board of Trustees besteht aus Ignacio Arsuaga (Gründer und Präsident), Walter Hintz, Blanca Escobar, Luca Volonte (UDC politician), Brian S. Brown (Präsident der National Organization for Marriage), Gualberto García, Alexey Komov, Alejandro Bermudez und John-Henry Westen (Chefredakteur von LifeSiteNews). In einem geleakten Dokument aus dem Jahr 2014 war die österreichische ÖVP-Politikerin Gudrun Kugler als Kampagnen-Managerin für den deutschsprachigen Raum vorgesehen.

## Politische Einordnung, Kritik
Geleakte Dokumente zeigen, dass CitizenGO antifeministischen und Anti-LGBTIQ-Protest mit Methoden der digitalen Graswurzelmobilisierung und Big-Data-Methoden modernisiert haben. Es wurden Methoden angewendet, die nach Einschätzung von IT-Sicherheitsexperten grobe Verstöße gegen die Datenschutzgrundverordnung (DSGVO) darstellen. Die Organisation äußerte sich hierzu nicht.
Neil Datta, Sekretär des Europäischen parlamentarischen Forums für Bevölkerung und Entwicklung und Lobbyist für sexuelle Selbstbestimmung, beschreibt CitizenGO als den „wichtigsten gesellschaftlichen Mobilisierer zu Antigenderthemen in Europa“.

## Aktivitäten

### Sexualaufklärung und Schwangerschaftsabbruch
Die Organisation wandte sich 2013 gegen die Einführung des „Estrela-Berichts“ ins Europaparlament, welcher allen Europäern Zugang zu Schwangerschaftsabbrüchen und Sexualaufklärung zusichern sollte und von den Mitgliederstaaten entsprechendes verlangte. Mit Massenmailings an Abgeordnete entstand so ein früher Erfolg. 2021 scheiterte die Stiftung mit dem Versuch, durch  ähnliche Methoden einen Entwurf zum Zugang zu Abtreibung und Sexualaufklärung, den sogenannten „Matić-Report“, benannt nach dem Abgeordneten Predrag Matić, im Parlament scheitern zu lassen.
Im Mai 2019 unterstützte CitizenGO eine Petition von „Right to Life“, die Netflix aufforderte, die Finanzierung einer rechtlichen Anfechtung des umstrittenen Heartbeat bill in Georgia zu stoppen. Als Zeichen des Protestes wurde dazu aufgerufen, Netflix-Mitgliedschaften bzw. Beiträge zu kündigen.

### LGBT-Themen
2015 unterstützte CitizenGO die Kampagne zum Verfassungsreferendum über die gleichgeschlechtliche Ehe in der Slowakei, das ein Verbot der gleichgeschlechtlichen Ehe erreichen wollte.

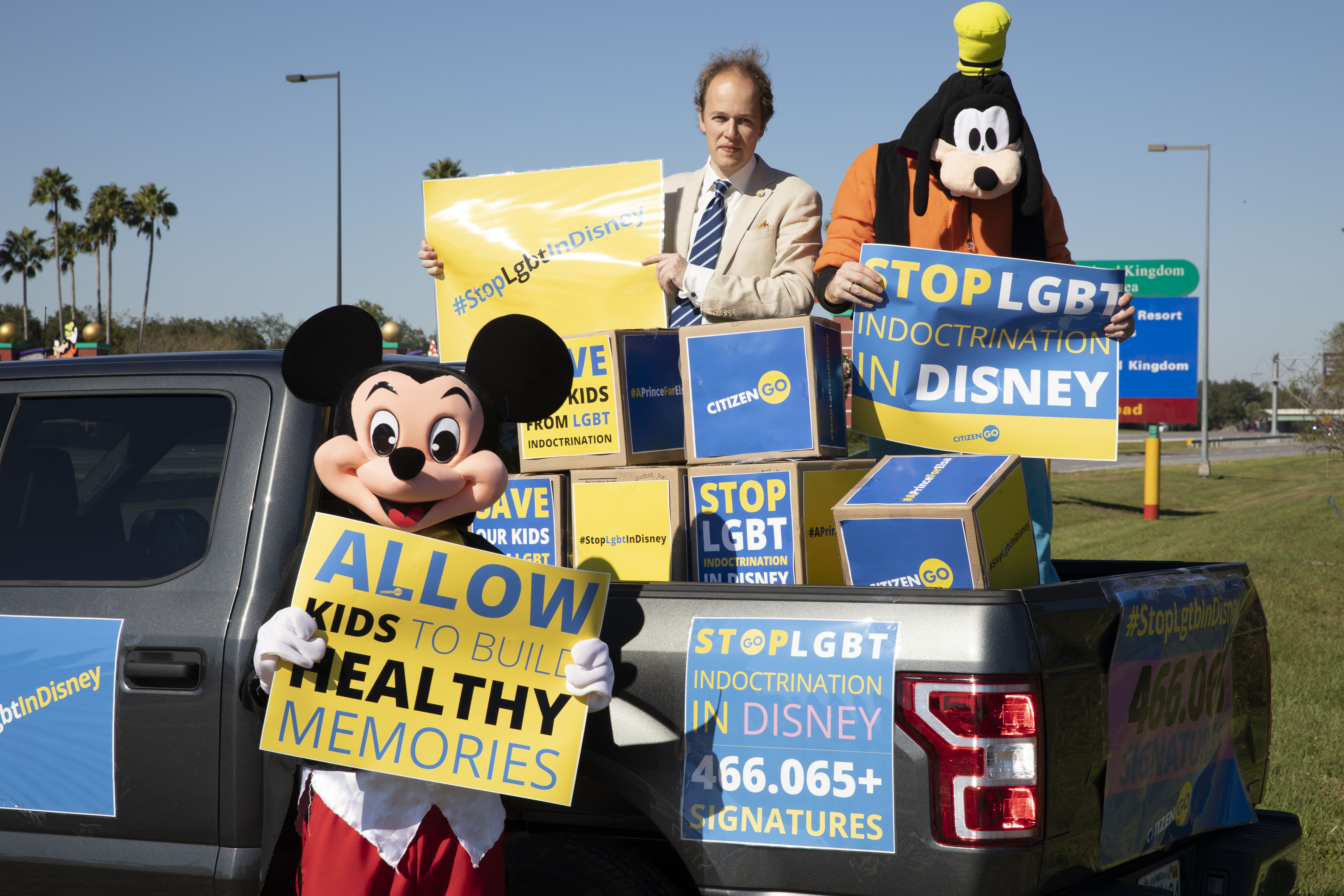
Citizen GO im Jahr 2019 vor Disney World in Orlando, USA

Ende Mai 2018 verbreitete CitizenGO eine Petition, in der das Disneyland Paris aufgefordert wurde, eine geplante LGBT-Parade namens „Magical Parade“ am 1. Juni 2019 abzusagen. Die Walt Disney Company lehnte die Petition ab und die Parade fand statt.

### Comic-SerieSecond Coming
Im Februar 2019 organisierte CitizenGO eine Petition, in der der Verlag DC Vertigo aufgefordert wurde, die Comic-Serie Second Coming der Autoren Mark Russell und Richard Pace abzusagen. Diese sei eine blasphemische Darstellung von Jesus Christus. Russell beantragte dann seinerseits die Rückgabe der Rechte an der Serie.